# پردانه (سرده)
پُردانه (نام علمی: Polycarpon) نام یک سرده از تیره میخکیان است.